# Montigny-sur-l’Hallue
Montigny-sur-l’Hallue település Franciaországban, Somme megyében. Lakosainak száma 185 fő (2022. január 1.). Montigny-sur-l’Hallue Beaucourt-sur-l’Hallue, Béhencourt, Fréchencourt, Mirvaux, Molliens-au-Bois és Saint-Gratien községekkel határos.

## Népesség
A település népességének változása:
| Lakosok száma | 219  | 216  | 213  | 205  | 207  | 206  | 206  | 195  | 185  |
|               | 2013 | 2015 | 2016 | 2017 | 2018 | 2019 | 2020 | 2021 | 2022 |